# Caminus
Caminus is een geslacht van sponsdieren uit de klasse van de Demospongiae (gewone sponzen).

## Soorten
- Caminus albus Pulitzer-Finali, 1996
- Caminus awashimensis Tanita, 1969
- Caminus carmabi Van Soest, Meesters & Becking, 2014
- Caminus chinensis Lindgren, 1897
- Caminus jejuensis Shim & Sim, 2012
- Caminus sphaeroconia Sollas, 1886
- Caminus strongyla (Hoshino, 1981)
- Caminus vulcani Schmidt, 1862
- Caminus xavierae Díaz & Cárdenas, 2024

Niet geaccepteerde soorten:
- Caminus apiarium Schmidt, 1870 → Geodia apiarium (Schmidt, 1870)
- Caminus osculosus Grübe, 1872 → Pachymatisma johnstonia Bowerbank in Johnston, 1842)
- Caminus primus Sim-Smith & Kelly, 2015 → Caminella prima (Sim-Smith & Kelly, 2015)
- Caminus sphaerulifer (Vacelet & Vasseur, 1965) → Geodia sphaerulifer (Vacelet & Vasseur, 1965)